# Mistrzostwa Europy w Tenisie Stołowym 2009
28. Mistrzostwa Europy w tenisie stołowym odbyły się w dniach 13–20 września 2009 w Stuttgarcie (Niemcy).

## Reprezentacja Polski
| - Katarzyna Grzybowska - Natalia Partyka - Li Qian - Magdalena Szczerkowska - Xu Jie | - Lucjan Błaszczyk - Paweł Chmiel - Jakub Kosowski - Bartosz Such - Wang Zengyi |

## Klasyfikacja medalowa
| Klasyfikacja medalowa |           |   |   |     |       |
| Lp.                   | Państwo   | Z | S | B   | Razem |
| 1                     | Niemcy    | 3 | 0 | 2   | 5     |
| 2                     | Dania     | 1 | 1 | 0   | 2     |
| 3                     | Rumunia   | 1 | 0 | 1   | 2     |
| 4                     | Holandia  | 1 | 0 | 0   | 1     |
| 5                     | Polska    | 0 | 2 | 0   | 2     |
| 6                     | Austria   | 0 | 1 | 1   | 2     |
| 7                     | Ukraina   | 0 | 1 | 0   | 1     |
| 8                     | Białoruś  | 0 | 0 | 1   | 1     |
| 8                     | Francja   | 0 | 0 | 1   | 1     |
| 8                     | Czechy    | 0 | 0 | 1   | 1     |
| 8                     | Chorwacja | 0 | 0 | 1   | 1     |
| 12                    | Słowenia  | 0 | 0 | 0,5 | 0,5   |
| 12                    | Rosja     | 0 | 0 | 0,5 | 0,5   |
| 12                    | Serbia    | 0 | 0 | 0,5 | 0,5   |
| 12                    | Litwa     | 0 | 0 | 0,5 | 0,5   |

## Medaliści
| Konkurencja             | Złoto                                                   | Srebro | Brąz |
| gra pojedyncza kobiet   | Wu Jiaduo                                               | Marharyta Pesoćka | Rūta Paškauskienė Wiktoria Pawłowicz |
| gra pojedyncza mężczyzn | Michael Maze                                            | Werner Schlager | Timo Boll Fedor Kuzmin |
| gra podwójna kobiet     | Elizabeta Samara Daniela Dodean                         | Nikoleta Stefanova Wenling Tan Monfardini                                                                               | Zhenqi Barthel Kristin Silbereisen Rūta Paškauskienė Oksana Fadejewa |
| gra podwójna mężczyzn   | Timo Boll Christian Süß                                 | Lucjan Błaszczyk Wang Zengyi                                                                                            | Bojan Tokić Aleksandar Karakašević Damien Eloi Emmanuel Lebesson |
| drużynowo kobiet        | Holandia · Li Jiao · Li Jie · Elena Timina              | Polska · Li Qian · Xu Jie · Natalia Partyka · Katarzyna Grzybowska · (rezerwowa) · Magdalena Szczerkowska · (rezerwowa) | Chorwacja · Tamara Boroš · Cornelia Vaida · Andrea Bakula · Mirela Durak · Czechy · Renata Štrbíková · Iveta Vacenovska · Dana Hadacova · Katerina Penkakova · Lenka Harabaszova |
| drużynowo mężczyzn      | Niemcy · Timo Boll · Dimitrij Ovtcharov · Christian Süß | Dania · Michael Maze · Finn Tugwell · Martin Monrad                                                                     | Austria · Werner Schlager · Robert Gardos · Stefan Fegerl · Rumunia · Adrian Crişan · Constantin Cioti · Andrei Filimon                                                          |

## Wyniki

### Turniej indywidualny mężczyzn

#### Gra pojedyncza
- finał
  - Michael Maze (Dania) – Werner Schlager (Austria) 4:1 (11:8, 11:8, 12:10, 6:11, 11:7)
- półfinały
  - Michael Maze (Dania) – Timo Boll (Niemcy) 4:3 (11:6, 13:11, 11:5, 6:11, 8:11, 7:11, 11:5)
  - Werner Schlager (Austria) – Fiodor Kuzmin (Rosja) 4:1 (11:4, 9:11, 11:7, 11:8, 18:16)
- ćwierćfinały
  - Timo Boll (Niemcy) – Par Gerell (Szwecja) 4:0 (11:7, 11:7, 11:4, 11:5)
  - Fiodor Kuzmin (Rosja) – Ruwen Filus (Niemcy) 4:2 (11:6, 11:6, 6:11, 11:6, 12:14, 11:6)
  - Michael Maze (Dania) – Christophe Legoût (Niemcy) 4:2 (11:9, 11:13, 11:4, 8:11, 11:3, 11:5)
  - Werner Schlager (Austria) – Uładzimir Samsonau (Białoruś) 4:3 (7:11, 12:10, 8:11, 11:9, 11:8, 5:11, 11:5)

#### Gra podwójna
- finał
  - Timo Boll, Christian Süß (Niemcy) – Wang Zengyi, Lucjan Błaszczyk (Polska) 4:2 (11:9, 4:11, 11:7, 10:12, 11:9, 11:6)
- półfinały
  - Wang Zengyi, Lucjan Błaszczyk (Polska) – Damien Eloi, Emmanuel Lebesson (Francja) 4:2 (13:11, 4:11, 14:12, 2:11, 11:7, 11:5)
  - Timo Boll, Christian Süß (Niemcy) – Bojan Tokić, Aleksandar Karakašević (Słowenia, Serbia) 4:1 (16:14, 11:8, 6:11, 11:9, 11:8)

### Turniej indywidualny kobiet

#### Gra pojedyncza
- finał
  - Wu Jiaduo (Niemcy) – Marharyta Pesoćka (Ukraina) 4:0 (11:8, 11:5, 11:9, 11:5)
- półfinały
  - Wu Jiaduo (Niemcy) – Wiktoria Pawłowicz (Białoruś) 4:3 (8:11, 11:9, 8:11, 11:2, 11:8, 7:11, 11:6)
  - Marharyta Pesoćka (Ukraina) – Rūta Paškauskienė (Litwa) 4:2 (13:11, 3:11, 11:9, 11:3, 14:16, 11:9)
- ćwierćfinały
  - Wu Jiaduo (Niemcy) – Krisztina Tóth (Węgry) 4:0 (11:6, 11:8, 11:3, 11:4)
  - Marharyta Pesoćka (Ukraina) – Liu Jia (Austria) 4:3 (11:6, 13:11, 8:11, 11:8, 7:11, 10:12, 11:6)
  - Rūta Paškauskienė (Litwa) – Nikoleta Stefanova (Włochy) 4:2 (11:5, 11:6, 10:12, 11:1, 6:11, 11:6)
  - Wiktoria Pawlowicz (Białoruś) – Li Qiangbing (Austria) 4:0 (11:5, 11:8, 11:9, 11:2)

#### Gra podwójna
- finał
  - Elizabeta Samara, Daniela Dodean (Rumunia) – Nikoleta Stefanova, Wenling Tan Monfardini (Włochy) 4:0 (11:7, 11:7, 13:11, 11:4)
- półfinały
  - Wenling Tan Monfardini, Nikoleta Stefanova (Włochy) – Zhenqi Barthel, Kristin Silbereisen (Niemcy) 4:3 (9:11, 8:11, 13:15, 11:6, 11:3, 11:9, 11:6)
  - Daniela Dodean, Elizabeta Samara (Rumunia) – Rūta Paškauskienė, Oksana Fadejewa (Litwa, Rosja) 4:2 (6:11, 11:9, 11:7, 11:11, 8:11, 16:14)

### Turniej drużynowy kobiet
- Ćwierćfinały

 Holandia –  Białoruś 3 : 0
 Czechy –  Rumunia 3 : 0
 Chorwacja –  Francja 3 : 1
 Polska –  Niemcy 3 : 1
- Półfinały

 Holandia –  Czechy 3 : 0
 Polska –  Chorwacja 3 : 1
- o 1. miejsce: Holandia – Polska 3 : 1 (16.09.2009 15:30)
  - Li Qian – Li Jiao 3:1 (11:8, 11:8, 7:11, 11:7)
  - Natalia Partyka – Li Jie 1:3 (11:6, 6:11, 7:11, 7:11)
  - Xu Jie – Elena Timina 2:3 (6:11, 11:6, 9:11, 11:5, 7:11)
  - Natalia Partyka – Li Jiao 0:3 (8:11, 6:11, 1:11)
- o 3. miejsce: nie rozgrywano
- o 5. miejsce: Niemcy – Białoruś 3:1
- o 7. miejsce: Rumunia – Francja 3:1
- o 9. miejsce: Ukraina – Hiszpania 3:2
- o 11. miejsce: Turcja – Węgry 3:1
- o 13. miejsce: Austria – Włochy 3:1
- o 15. miejsce: Rosja – Litwa 3:1

#### Klasyfikacja końcowa
| miejsce | drużyna   |
| 1.      | Holandia  |
| 2.      | Polska    |
| 3.      | Chorwacja |
| 3.      | Czechy    |
| ------- | --------- |
| 5.      | Niemcy    |
| 6.      | Białoruś  |
| 7.      | Rumunia   |
| 8.      | Francja   |
| 9.      | Ukraina   |
| 10.     | Hiszpania |
| 11.     | Turcja    |
| 12.     | Węgry     |
| 13.     | Austria   |
| 14.     | Włochy    |
| 15.     | Rosja     |
| 16.     | Litwa     |

### Turniej drużynowy mężczyzn
- Ćwierćfinały

 Niemcy –  Szwecja 3 : 1
 Rumunia –  Chorwacja 3 : 2
 Dania –  Czechy 3 : 0
 Austria –  Białoruś 3 : 1
- Półfinały

 Dania –  Austria 3 : 1
 Niemcy –  Rumunia 3 : 0
- o 1. miejsce: Niemcy – Dania 3 : 2 (16.09.2009 19:30)
  - Christian Süß – Michael Maze 0:3 (9:11, 6:11, 9:11)
  - Timo Boll – Finn Tugwell 3:0 (11:5, 11:1, 11:8)
  - Dimitrij Ovtcharov – Martin Monrad 3:0 (11:5, 11:5, 11:3)
  - Timo Boll – Michael Maze 1:3 (8:11, 4:11, 11:7, 7:11)
  - Christian Süß – Finn Tugwell 3:0 (11:5, 11:8, 11:5)
- o 3. miejsce: nie rozgrywano
- o 5. miejsce: Chorwacja – Białoruś 3:2
- o 7. miejsce: Czechy – Szwecja 3:1
- o 9. miejsce: Rosja – Polska 3:1
- o 11. miejsce: Hiszpania – Serbia 3:2
- o 13. miejsce: Francja – Słowenia 3:2
- o 15. miejsce: Belgia – Węgry 3:1

#### Klasyfikacja końcowa
| miejsce | drużyna   |
| 1.      | Niemcy    |
| 2.      | Dania     |
| 3.      | Austria   |
| 3.      | Rumunia   |
| ------- | --------- |
| 5.      | Chorwacja |
| 6.      | Białoruś  |
| 7.      | Czechy    |
| 8.      | Szwecja   |
| 9.      | Rosja     |
| 10.     | Polska    |
| 11.     | Hiszpania |
| 12.     | Serbia    |
| 13.     | Francja   |
| 14.     | Słowenia  |
| 15.     | Belgia    |
| 16.     | Węgry     |